# Indotestudo travancorica
La tortuga de Travancore (Indotestudo travancorica) es una especie de tortuga terrestre de bosque de la familia Testudinidae de la India (Travancore). Crece hasta los 33 cm de longitud. Se alimenta sobre todo de pastos y hierbas. También se alimenta de moluscos, insectos, cadáveres de animales, hongos y frutas. Vive en los bosques de montaña en 450-850 m de altitud. Los machos inician el cortejo golpeando el caparazón de la hembra durante su temporada de reproducción entre noviembre y marzo. La hembra hace un nido poco profundo en el suelo y pone 1-5 huevos. Las crías son 55-60 mm de tamaño. Esta tortuga es cazada por los nativos, y se encuentra amenazada debido a los incendios forestales, la destrucción y la fragmentación del hábitat. 
- Identificación: El escudo detrás de la cabeza está ausente y el segundo escudo a lo largo de la columna vertebral se encuentra en el punto más alto del caparazón.

- Estado: Lista Roja de la UICN - Vulnerable, la fauna india (protección): la Lista IV.

- Distribución: restringida a los Ghats occidentales, en los estados de Kerala, Karnataka y Tamil Nadu (India).

- Nombres vulgares: 
  - Tamil: Periya amai, Kal amai
  - Kadas: Vengala amai
  - Canarés: Betta AAME, Gudde AAME, Kadu AAME
  - Malayalam: Churrel AAMA